# Espermatozoide
Espermatozoide (AO 1945: espermatozóide) é a célula reprodutiva masculina de todos os animais que se reproduzem a partir de reprodução sexuada.
É uma célula com mobilidade ativa, capaz de nadar livremente, consistindo em uma cabeça e uma cauda ou flagelo. A cabeça, que constitui o maior volume do espermatozoide, consiste no núcleo, onde o material genético se encontra concentrado. Os dois terços anteriores do núcleo estão cobertos pelo acrossoma, que, limitado por uma membrana contendo enzimas, facilita a penetração do espermatozoide no ovócito (célula reprodutora feminina). A cauda é responsável pela motilidade do espermatozoide e na área intermediária da cauda encontramos as mitocôndrias.
Vivem em média 24 horas no trato genital feminino, porém alguns espermatozoides são capazes de fecundar o ovócito (em algumas espécies o óvulo) após três dias. Os espermatozoides foram observados pela primeira vez no laboratório de Antonie van Leeuwenhoek em 1677.

## Categorias
No ser humano, bem como em todos mamíferos, existem dois tipos de espermatozoides normais. Um deles portador do cromossomo X (responsável pela formação de um ser do sexo feminino) e o outro portador do cromossomo Y (responsável pela formação de um ser do sexo masculino).
Em algumas espécies, nem todos os espermatozoides podem fecundar a célula reprodutora feminina (dependendo da espécie, numas o óvulo, noutras o oócito II). A cada ejaculação, vão à frente espermatozoides que possuem certa capacidade de fagocitose, capazes de furar a parede da célula reprodutora feminina. Outros obstroem os canais de muco, dificultando a passagem de outros espermatozoides. Assim, se uma fêmea tiver copulado com dois parceiros, as chances de fecundação por um gâmeta do primeiro é substancialmente maior.

### Fatores hormonais da espermatogênese em humanos
Testosterona: é secretada pelas células de Leydig, é essencial ao crescimento e a divisão das células germinativas na formação dos espermatozoides.
Hormônio luteinizante: estimula a célula de Leydig.
Hormônio folículo-estimulante: estimula as células de Sertoli.
Estrogênios: são formados a partir da testosterona pelas células de Sertoli. Fica disponível para o amadurecimento do espermatozoide.
Hormônio do crescimento: é necessário para controlar as funções metabólicas de fundo dos testículos. Promove a divisão inicial das próprias espermatogônias.

### Defeitos
Existem dois tipos de espermatozoides designados como anormais, os que apresentam problemas cromossômicos e os que apresentam problemas morfológicos. Nos seres humanos por exemplo, durante a meiose das células, alguns erros podem acontecer e assim algumas células germinativas poderão ter 24 cromossomas ou 22 cromossomas, acontecendo uma anomalia cromossômica. Os raios X, as reações alérgicas intensas e certos agentes antiespermatogênicos são os principais responsáveis por alterações morfológicas patogênicas, porém se a percentagem dos espermatozoides alterados por menor do que 10%, a anormalidade não influenciará na fertilidade, pois os espermatozoides com anormalidades morfológicas são incapazes de fecundar a célula reprodutora feminina.

## Fecundação
O objetivo dos espermatozoides é encontrar uma célula reprodutora feminina, que numas espécies será o ovócito II (como no caso dos seres humanos e maioria dos mamíferos) e noutras será o óvulo.
O esperma começa a corrida para o óvulo quando detecta mudanças no ambiente através de uma série de canais de cálcio nas suas caudas. O complexo do canal de cálcio alinhado na cauda de um espermatozóide, chamado CatSper, é evolutivamente conservado em muitas espécies e consiste em múltiplas subunidades. A EFCAB9 é a molécula chave que coordena a abertura e o fechamento desses canais, um processo que ativa o espermatozóide e ajuda a guiá-lo até o óvulo.
No seu percurso até o óvulo, o espermatozoide tem de enfrentar diversas barreiras biológicas. A primeira delas é o baixo pH vaginal, que acaba por acarretar a morte de diversos espermatozoides; outro obstáculo se encontra no cérvix da mulher, onde se encontram as glândulas mucosas, que liberam um muco que impede a passagem de vários espermatozoides. Mesmo com todos esses obstáculos, ainda é grande o número de espermatozoides que podem entrar no útero e dirigirem-se para as trompas.
Em humanos, entre 200 a 500 milhões de espermatozoides são depositados na parte posterior da vagina humana e apenas 300 a 500 conseguem alcançar o local da fecundação.